# Joomla!
El Joomla! és un sistema de gestió de continguts lliure i codi obert per publicar continguts al World Wide Web i a intranets i alhora és un framework de desenvolupament d'aplicacions web de tipus Model-Vista-Controlador (MVC).
Aquest sistema inclou funcions com la memòria cau de pàgines per millorar el rendiment, sindicació RSS, versions imprimibles o en pdf de les pàgines, flaixos de notícies, blogs, enquestes d'opinió, cerca en el web, i internacionalització de l'idioma.
És escrit en llenguatge de programació PHP i utilitza el sistema de bases de dades MySQL o PostgreSQL (des de la versió 3.0) per a emmagatzemar la informació. Publicat sota els termes de la GPL de GNU, el Joomla és programari lliure.

## Història
El Joomla! sorgeix com a resultat d'un fork del Mambo per part del grup de desenvolupament, el 17 d'agost de 2005. En aquells temps el nom Mambo era marca registrada de Miro International Pvt Ltd, que va formar una organització sense ànim de lucre amb el propòsit inicial de fundar el projecte i protegir-lo de litigis. El grup de desenvolupament va afirmar que moltes de les clàusules de l'estructura de la fundació anaven en contra d'acords previs amb el comitè directiu del Mambo, que no tenien la consultoria necessària amb les principals parts interessades i que incloïen clàusules que violaven valors essencials del codi obert.
El grup de desenvolupadors va crear la seva pròpia pàgina web, que van anomenar OpenSourceMatters, per distribuir informació als usuaris, desenvolupadors, dissenyadors web i a la comunitat en general. En aquell moment el líder, Andrew Eddie, conegut com a "MasterChief", va escriure una carta oberta a la comunitat, que va aparèixer a la secció d'anuncis del fòrum públic a mamboserver.com.
L'endemà, 1000 persones van entrar al lloc opensourcematters.org per expressar el seu suport i estímul per les accions executades pel grup de desenvolupadors. El lloc web va caure temporalment fora de servei a causa del tràfic excessiu. La notícia va aparèixer en diversos noticiaris digitals. Peter Lamont, CEO de Miro, va donar una resposta pública al grup de desenvolupament amb un article titulat "The Mambo Open Source Controversy - 20 Questions With Miro". Això va crear controvèrsia entre la comunitat del programari lliure sobre la definició de "codi obert". Els fòrums de molts altres projectes de codi obert es van mostrar força actius amb missatges a favor i en contra de les accions d'ambdues parts.
Durant les dues setmanes que van seguir a l'anunci de l'Eddie els equips es van reorganitzar i la comunitat va continuar creixent. A principis d'agost de 2005 Eben Moglen i el Software Freedom Law Center (SFLC) van assistir el grup central del Joomla!, tal com diu una entrada del blog de Moglen d'aquelles dates i l'anunci corresponent d'OSM. L'SFLC continua proporcionant assessoria legal al projecte Joomla!
El 18 d'agost de 2005 Andrew Eddie va demanar a la comunitat opinió sobre els noms suggerits per al projecte. El grup central va afirmar que prendria la decisió final sobre el nom del projecte a partir dels suggeriments de la comunitat. El nom que el grup central va triar no es trobava a la llista de noms suggerits proporcionada per la comunitat.
L'1 de setembre de 2005 es va anunciar el nou nom, "Joomla!", el qual correspon a la pronunciació anglesa de la paraula Àrab jumla (جملة) que significa "tots junts" o "conjuntament", i també "sentència" (frase).
El 7 de setembre de 2005 l'equip de desenvolupament va demanar a la comunitat propostes de logo, va convidar la comunitat a votar per a l'elecció del logo i va anunciar la decisió de la comunitat el 22 de setembre de 2005. A continuació de la selecció del logo, el 2 d'octubre de 2005 es van publicar unes directrius de marca, un manual de marca i un conjunt de logos per a la seva utilització per part de la comunitat.
El Joomla! (Joomla 1.0.0) es va anunciar el 16 de setembre de 2005. Es tractava d'un canvi de nom a la versió 4.5.2.3 del Mambo, amb combinació d'alguns pedaços que arreglaven errors i problemes de seguretat. El Joomla! va guanyar el Premi al sistema de gestió de continguts de codi obert de l'editorial Packt tant l'any 2006 com l'any 2007.
El 27 d'octubre de 2008 l'editorial PACKT va proclamar Johan Janssens, elegit per la comunitat del Joomla, com a "Persona Més Valuosa" (MVP) per la seva feina liderant el projecte de desenvolupament de la nova arquitectura i framework del Joomla 1.5 com l'únic CMS basat en PHP amb un framework de desenvolupament robust.
El Joomla! versió 1.5 es va anunciar el 22 de gener de 2008. La versió més recent (5 de novembre de 2010) és l'1.5.22. Vegeu l'historial complet de versions de l'1.5. Des de finals de maig de 2010 s'han publicat diverses versions beta de l'1.6 per a proves.
En poc temps van aparèixer les versions 1.6 (el 10 de gener de 2011) i 1.7 (el 19 de juliol de 2011), seguides de la 2.5 (el 24 de gener de 2012), que va rebre suport fins al 31 de desembre de 2014, moment en què ja s'havia consolidat la sèrie 3.x que va aparèixer el 27 de setembre de 2012.
La sèrie 3.x ha rebut suport durant més de 10 anys, exactament fins al 17 d'agost de 2023.
El 17 d'agost de 2021, coincidint amb el 16è aniversari de Joomla, es va alliberar la primera versió de la sèrie Joomla 4, que aportava grans millores quant a experiència d'usuari i disseny, rendiment i funcionalitats.
Vegeu l'historial de totes les versions de Joomla

## Versió
|                                                                                | Versió | Data de publicació | Supported until                          |
| ------------------------------------------------------------------------------ | ------ | ------------------ | ---------------------------------------- |
| 1.x                                                                            | 1.0    | 17 setembre 2005   | 22 juliol 2009                           |
| 1.x                                                                            | 1.5    | 21 gener 2008      | 30 setembre 2012, Suport a llarg termini |
| 1.x                                                                            | 1.6    | 10 gener 2011      | 19 agost 2011                            |
| 1.x                                                                            | 1.7    | 19 juliol 2011     | 24 febrer 2012                           |
| 2.x                                                                            | 2.5    | 24 gener 2012      | 31 desembre 2014, Suport a llarg termini |
| 3.x                                                                            | 3.0    | 27 setembre 2012   | 31 maig 2013                             |
| 3.x                                                                            | 3.1    | 23 abril 2013      | 31 desembre 2013                         |
| 3.x                                                                            | 3.2    | 6 novembre 2013    | 20 octubre 2014                          |
| 3.x                                                                            | 3.3    | 20 abril 2014      | 25 febrer 2015                           |
| 3.x                                                                            | 3.4    | 25 febrer 2015     | 21 març 2016                             |
| 3.x                                                                            | 3.5    | 21 març 2016       | 12 juliol 2016                           |
| 3.x                                                                            | 3.6    | 12 juliol 2016     | 25 abril 2017                            |
| 3.x                                                                            | 3.7    | 25 abril 2017      | 19 setembre 2017                         |
| 3.x                                                                            | 3.8    | 19 setembre 2017   | 30 octubre 2018                          |
| 3.x                                                                            | 3.9    | 30 octubre 2018    | 16 agost 2021                            |
| 3.x                                                                            | 3.10.x | 16 agost 2021      | 17 agost 2023, Suport a llarg termini    |
| 4.x                                                                            | 4.0    | 17 agost 2021      | 15 febrer 2022                           |
| 4.x                                                                            | 4.1    | 15 febrer 2022     | 16 agost 2022                            |
| 4.x                                                                            | 4.2    | 16 agost 2022      | 18 abril 2023                            |
| 4.x                                                                            | 5.3.0  | 15 abril 2025      | 18 abril 2023                            |
| 4.x                                                                            | 6.0    | 19 juliol 2024     | n/a                                      |
| Llegenda:Versió antigaVersió antiga, amb suportDarrera versióProper llançament |        |                    |                                          |

## Comunitat
El Joomla! té una comunitat oficial i moltes de no oficials. El juliol de 2008 els fòrums oficials del Joomla! contenien més de 300.000 temes, amb més d'1,3 milions de missatges publicats per part de més de 255.000 membres registrats en 40 idiomes. Es troben publicats llocs no oficials en molts idiomes, de vegades amb extensions del Joomla! que són específiques d'una regió. Per exemple, el suport al text bidireccional per als idiomes àrab i hebreu es poden trobar a portals comunitaris de tercers. Desenvolupadors web no oficials també fan extensions i plantilles web per a la seva venda comercial i ofereixen serveis de personalització en mode freelance. Normalment les extensions (així com les plantilles) es distribueixen com a fitxers zip o amb formats de compressió semblants que es poden instal·lar utilitzant l'instal·lador del Joomla!

## Característiques
El paquet base del Joomla! consisteix en diverses parts, que estan dissenyades per ser el més modulars possibles, permetent que les extensions i integracions siguin fàcils d'implementar. Un exemple d'això són les extensions anomenades "connectors" (plugins). Els connectors són extensions que amplien el Joomla! amb noves funcionalitats. El WikiBot, per exemple, permet a l'autor dels continguts utilitzar "Wikitags" als articles, que permeten crear enllaços dinàmics a articles de la Viquipèdia. Existeixen més de 4.000 extensions per al Joomla!, disponibles a través del directori oficial d'extensions.
A més dels connectors, hi ha disponibles altres tipus d'extensions. Els "components" permeten als administradors web fer tasques com construir una comunitat ampliant les característiques dels usuaris, fer còpies de seguretat del lloc, traduir contingut i crear URL més favorables als motors de cerca. Els "mòduls" permeten fer tasques com mostrar un calendari o que codi personalitzat com Google AdSense, etc. sigui inserit al codi base del Joomla!
El Joomla! permet que els administradors estableixin paràmetres de configuració global que afecten a cada article. Per defecte cada pàgina es regeix per aquests paràmetres, però una pàgina pot tenir la seva pròpia configuració per a cada paràmetre. Per exemple, podeu seleccionar si mostrar o amagar l'autor de l'article o bé simplement triar el paràmetre "mostra l'autor" global.